# Mesrop Maštoc
Svatý Mesrop Maštoc, též Mesrop z Hasekosu (arménsky Մեսրոպ Մաշտոց; okolo 360, Hacik, Arménie – 17. února 440, Vagharšapat) byl arménský mnich, teolog a lingvista z 5. století.
Ovládal řečtinu, syrštinu a perštinu, díky tomu byl tajemníkem patriarchy a později působil na dvoře krále Vramshapuha. Poté se vzdal světských úřadů a oddal se mnišskému životu. Hodně také kázal, v Arménii, Gruzii i Albánii. Po smrti patriarchy Sahaka I. Velikého roku 440 přijal dočasně úřad patriarchy Arménské apoštolské církve, dokud nebude zvolen nástupce. Ale toho se nedočkal, takže roku 441 zemřel v úřadě. Podílel se na potlačování mazdaismu.
Dle tradice vytvořil okolo roku 405 arménskou abecedu. Přeložil do arménštiny Nový zákon a Knihu přísloví. Napsal též několik duchovních písní.
Je pohřben v kryptě Kostela svatého Mesropa Maštoce v Ošakanu, kam se k jeho hrobu konají poutě.